# Mount Tokoroa
Mount Tokoroa ist ein wuchtiger und verschneiter Berg mit einem Felssporn im ostantarktischen Viktorialand. In der Explorers Range der Bowers Mountains ragt er 10 km südöstlich des Mount Soza an der Einmündung des Morley-Gletschers in den Carryer-Gletscher auf.
Der United States Geological Survey kartierte ihn anhand zwischen 1962 und 1963 durchgeführter Vermessungen. Namensgeber ist die neuseeländische Stadt Tokoroa in Anerkennung der Gastfreundlichkeit, welche die Mitarbeiter des United States Antarctic Program dort erfuhren.